# Sveti Urban (Maribor)

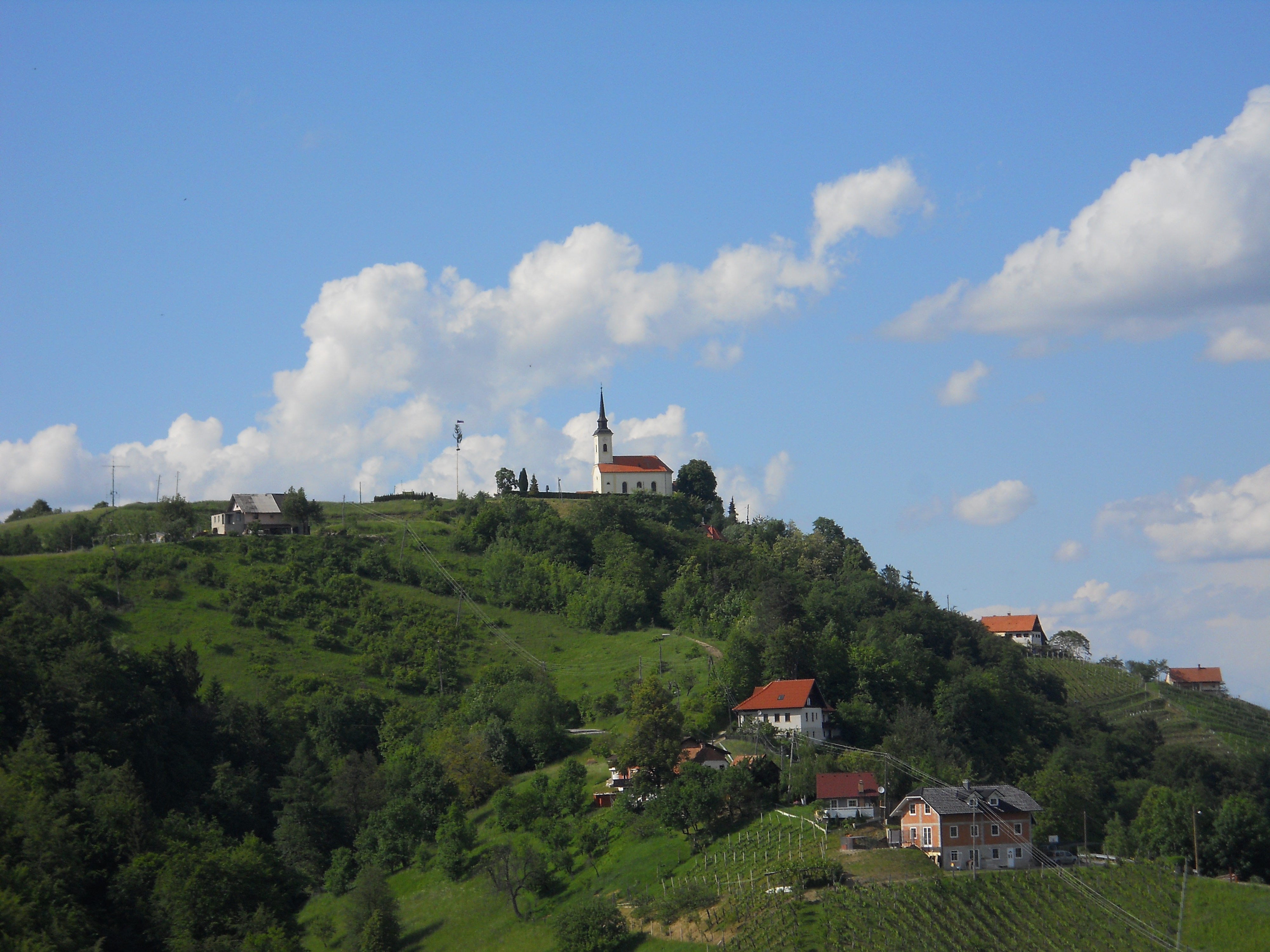
Sveti Urban (2013)

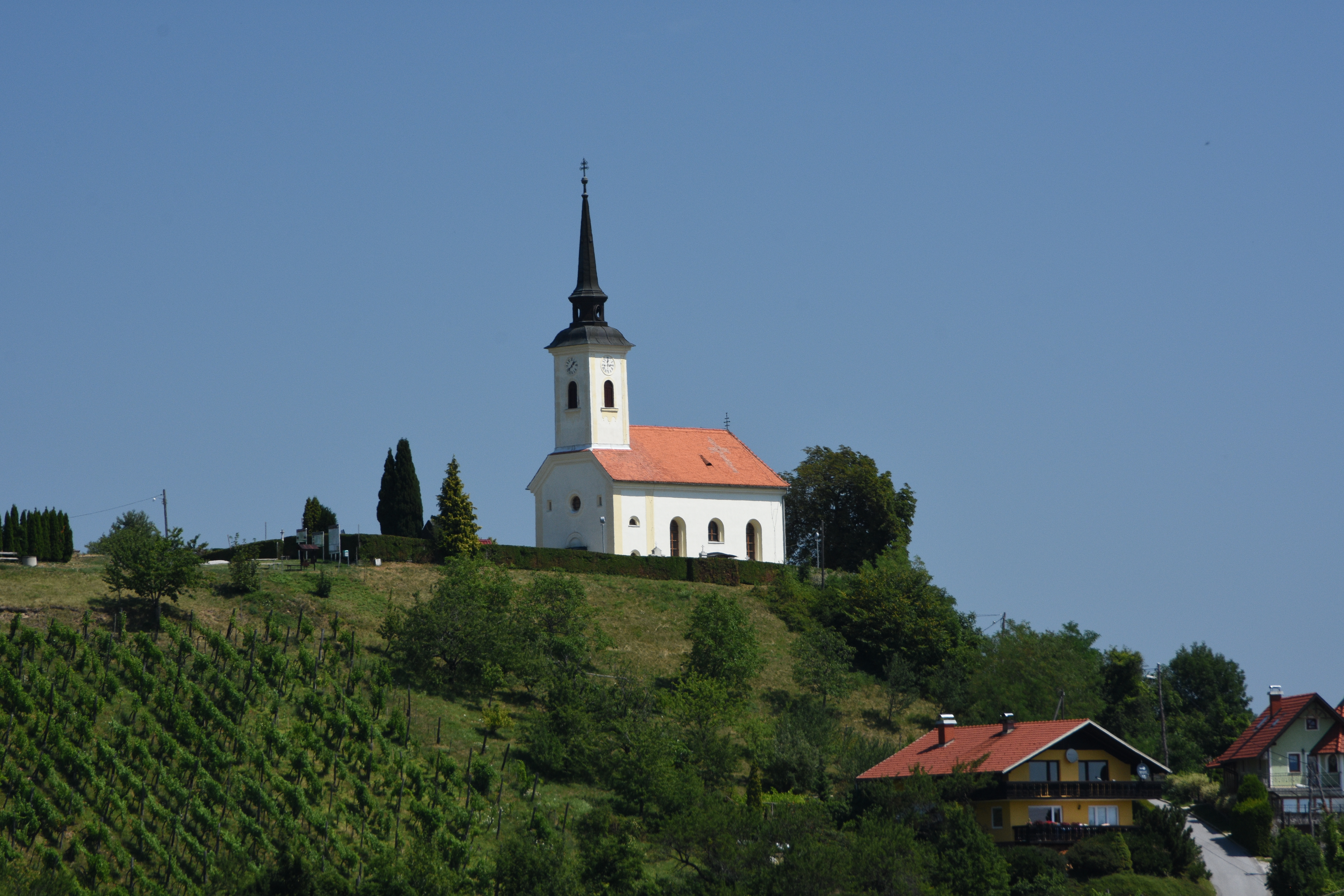
Kirche Sveti Urban (2017)

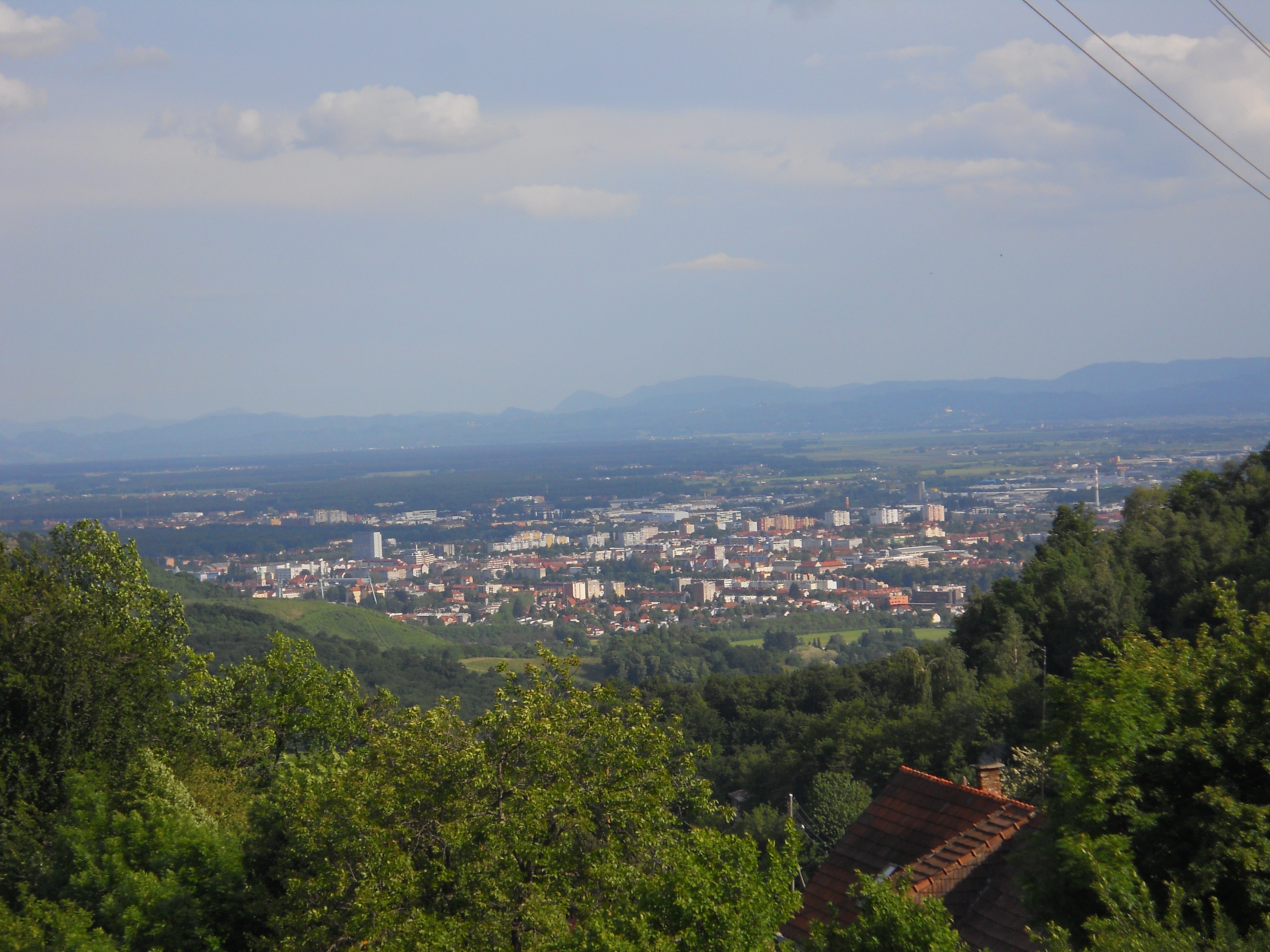
Blick von Sveti Urban auf Maribor

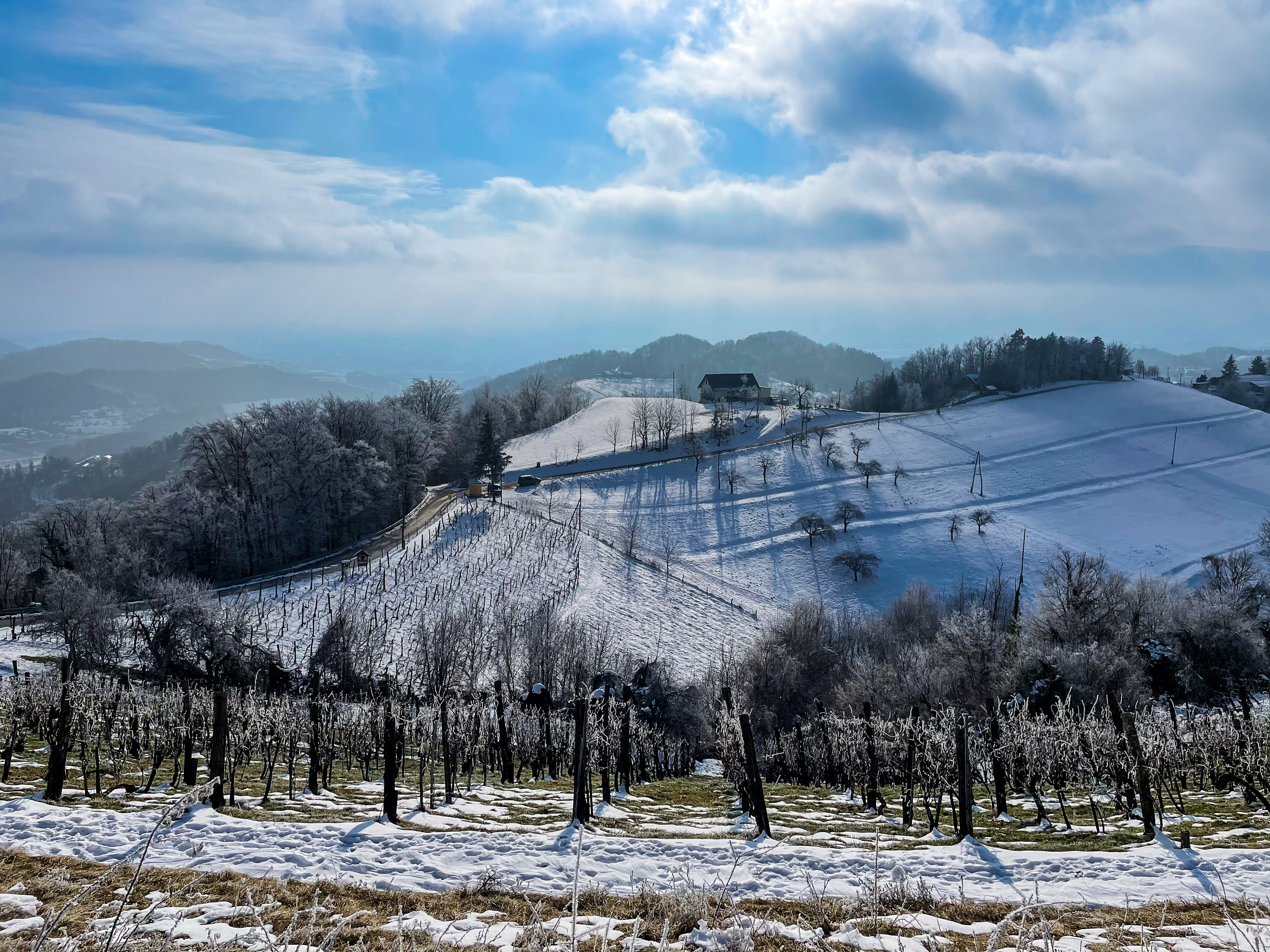
Weinberge bei Sveti Urban

Sveti Urban  (deutsch - historisch - Urbaniberg) ist ein 597 m. i. J. Meter hoher Hügel in der Nähe der slowenischen Stadt Maribor. Auf seinem höchsten Punkt steht die namensgebende Kirche Sankt Urban.

## Geografische Lage
Sveti Urban liegt an der Kreuzung zweier geografischer Einheiten im Nordosten Sloweniens, den Slovenske gorice und dem Kozjak. Der weithin sichtbare Hügel mit dem Kirchweiler befindet sich an der Grenze der Katastralgemeinden Šober und Rošpoh.

## Geologie
Die unmittelbare Umgebung von Sveti Urban verfügt über ein abwechslungsreiches Relief. Die Hauptkämme teilen sich in viele kleinere auf, die in alle Himmelsrichtungen verlaufen. Die stark verzweigten Bergrücken werden von vielen tiefen Tälern mit Bächen durchschnitten, die in die Bäche Rošpoh und Kamniški münden. Die Neigung der Hänge beträgt meist mehr als 50 Prozent, weshalb Wald dominiert und in der Umgebung viele Weinberge wachsen. Die sich zersetzende Ausgangsbasis wird von verschiedenen Mergeln gebildet. Das Zusammentreffen verschiedener geografischer Einheiten spiegelt sich auch im klimatischen Aspekt wider, der äußerst günstige klimatische Bedingungen für das Wachstum der Rebe bietet. Typisch für diese Gegend ist der gelbe Muskatwein.

## Kirche Sankt Urban
Die Filialkirche der Pfarre Kamnica wurde 1352 erstmals urkundlich erwähnt. Zunächst mit drei Altären ausgestattet, die dem heiligen Urban, der Gottesmutter Maria und den Märtyrern Primož und Felicijan (Primus und Felicianus) geweiht waren, verfiel die Kirche im 18. Jahrhundert zusehends, bis sie 1785 geschlossen wurde. Nach der Schließung wurde eine Notkapelle errichtet. Die Bewohner der Umgebung beschlossen jedoch, an der Stelle der alten Kirche einen neuen Sakralbau zu errichten. Der Bau des landestypischen Gotteshauses dauerte von 1855 bis 1860, die Einweihung erfolgte am 8. Juli 1860 durch den Marburger Bischof Anton Martin Slomšek.
Der Sakralbau trägt das Patrozinium des heiligen Urban, Papst und Schutzpatron der Winzer und des Weinbaus.